# Racine (Wisconsin)
Racine es una ciudad ubicada en el condado de Racine en el estado estadounidense de Wisconsin. En el Censo de 2020 tenía una población de 77,816 habitantes y una densidad poblacional de 1915,13 personas por km².

## Geografía
Racine se encuentra ubicada en las coordenadas 42°43′42″N 87°48′26″O / 42.72833, -87.80722. Según la Oficina del Censo de los Estados Unidos, Racine tiene una superficie total de 48.38 km², de la cual 40.1 km² corresponden a tierra firme y (17.13%) 8.29 km² es agua.

## Demografía
Según el censo de 2010, había 78.860 personas residiendo en Racine. La densidad de población era de 1.629,89 hab./km². De los 78.860 habitantes, Racine estaba compuesto por el 61.77% blancos, el 22.57% eran afroamericanos, el 0.48% eran amerindios, el 0.76% eran asiáticos, el 0.03% eran isleños del Pacífico, el 10.34% eran de otras razas y el 4.03% pertenecían a dos o más razas. Del total de la población el 20.68% eran hispanos o latinos de cualquier raza.